# Listă de filme britanice din 1954
Aceasta este o listă de filme britanice din 1954:

## Lista
| Titlu                         | Regizor                     | Distribuție                                                           | Gen                     | Note                                               |
| ----------------------------- | --------------------------- | --------------------------------------------------------------------- | ----------------------- | -------------------------------------------------- |
| Adventure in the Hopfields    | John Guillermin             | Mandy Miller, Hilda Fenemore                                          | Family                  |                                                    |
| The Angel Who Pawned Her Harp | Alan Bromly                 | Felix Aylmer, Diane Cilento                                           | Comedy                  |                                                    |
| Animal Farm                   | John Halas, Joy Batchelor   | Gordon Heath, Maurice Denham                                          | Literary adaptation     | Animated version of George Orwell's book           |
| Aunt Clara                    | Anthony Kimmins             | Margaret Rutherford, Ronald Shiner, Fay Compton                       | Comedy                  |                                                    |
| Bang! You're Dead             | Lance Comfort               | Jack Warner, Sean Barrett, Derek Farr                                 | Thriller                |                                                    |
| The Beachcomber               | Muriel Box                  | Donald Sinden, Glynis Johns                                           | Comedy/drama            |                                                    |
| Beau Brummell                 | Curtis Bernhardt            | Stewart Granger, Elizabeth Taylor                                     | Historical              |                                                    |
| Beautiful Stranger            | David Miller                | Ginger Rogers, Herbert Lom                                            | Mystery                 |                                                    |
| Before I Wake                 | Albert S. Rogell            | Mona Freeman, Jean Kent, Maxwell Reed                                 | Mystery                 |                                                    |
| The Belles of St Trinian's    | Frank Launder               | Alastair Sim, Joyce Grenfell, George Cole                             | Comedy                  | Number 94 in the list of BFI Top 100 British films |
| The Black Knight              | Tay Garnett                 | Alan Ladd, Peter Cushing                                              | Drama                   |                                                    |
| The Black Rider               | Wolf Rilla                  | Jimmy Hanley, Rona Anderson                                           | Thriller                |                                                    |
| The Body Said No!             | Val Guest                   | Michael Rennie, Yolande Donlan                                        | Comedy/crime            |                                                    |
| Burnt Evidence                | Daniel Birt                 | Jane Hylton, Duncan Lamont                                            | Drama                   |                                                    |
| Carrington V.C.               | Anthony Asquith             | David Niven, Margaret Leighton                                        | Drama                   |                                                    |
| Conflict of Wings             | John Eldridge               | John Gregson, Muriel Pavlow                                           | Drama                   |                                                    |
| The Crowded Day               | John Guillermin             | John Gregson, Joan Rice                                               | Drama                   |                                                    |
| Dance, Little Lady            | Val Guest                   | Terence Morgan, Mai Zetterling, Guy Rolfe                             | Drama                   |                                                    |
| Dangerous Cargo               | John Harlow                 | Jack Watling, Susan Stephen                                           | Crime                   |                                                    |
| Dangerous Voyage              | Vernon Sewell               | William Lundigan, Naomi Chance                                        | Drama                   | [ 1 ]                                              |
| Delavine Affair               | Douglas Peirce              | Peter Reynolds, Honor Blackman                                        | Crime                   |                                                    |
| Delayed Action                | John Harlow                 | Robert Ayres, June Thorburn                                           | Mystery                 |                                                    |
| Devil Girl from Mars          | David MacDonald             | Patricia Laffan, Hugh McDermott                                       | Sci-fi                  |                                                    |
| Devil on Horseback            | Cyril Frankel               | Googie Withers, John McCallum                                         | Drama                   |                                                    |
| Devil's Point                 | Montgomery Tully            | Richard Arlen, Greta Gynt                                             | Crime                   |                                                    |
| The Diamond                   | Montgomery Tully            | Dennis O'Keefe, Margaret Sheridan and Philip Friend                   | Crime                   |                                                    |
| Diplomatic Passport           | Gene Martel                 | Marsha Hunt, Paul Carpenter                                           | Thriller                |                                                    |
| The Divided Heart             | Charles Crichton            | Cornell Borchers, Yvonne Mitchell, Armin Dahlen                       | Drama                   |                                                    |
| Doctor in the House           | Ralph Thomas                | Dirk Bogarde, Kenneth More, Donald Sinden                             | Comedy                  |                                                    |
| Don't Blame the Stork         | Ákos Ráthonyi               | Ian Hunter, Veronica Hurst, Brenda De Banzie                          | Comedy                  | [ 2 ]                                              |
| Double Exposure               | John Gilling                | John Bentley, Rona Anderson                                           | Crime                   |                                                    |
| Duel in the Jungle            | George Marshall             | Dana Andrews, Jeanne Crain                                            | African adventure/crime |                                                    |
| Eight O'Clock Walk            | Lance Comfort               | Richard Attenborough, Cathy O'Donnell                                 | Crime                   |                                                    |
| The Embezzler                 | John Gilling                | Charles Victor, Zena Marshall                                         | Crime                   |                                                    |
| The End of the Road           | Wolf Rilla                  | Finlay Currie, Duncan Lamont                                          | Drama                   |                                                    |
| Face the Music                | Terence Fisher              | Alex Nicol, Eleanor Summerfield                                       | Crime                   |                                                    |
| Fast and Loose                | Gordon Parry                | Stanley Holloway, Kay Kendall                                         | Comedy                  |                                                    |
| Father Brown                  | Robert Hamer                | Alec Guinness, Joan Greenwood, Peter Finch                            | Detective/drama         |                                                    |
| Final Appointment             | Terence Fisher              | John Bentley, Eleanor Summerfield                                     | Drama                   |                                                    |
| Five Days                     | Montgomery Tully            | Dane Clark, Cecile Chevreau                                           | Crime                   |                                                    |
| For Better, for Worse         | J. Lee Thompson             | Dirk Bogarde                                                          | Comedy/romance          |                                                    |
| Forbidden Cargo               | Harold French               | Jack Warner, Nigel Patrick, Elizabeth Sellars, Terence Morgan         | Crime/drama             |                                                    |
| Front Page Story              | Gordon Parry                | Jack Hawkins, Eva Bartok                                              | Drama                   |                                                    |
| The Gay Dog                   | Maurice Elvey               | Wilfred Pickles, Petula Clark                                         | Comedy                  |                                                    |
| Golden Ivory                  | George Breakston            | John Bentley, Robert Urquhart                                         | African adventure       |                                                    |
| The Golden Link               | Charles Saunders            | André Morell, Thea Gregory                                            | Crime                   |                                                    |
| The Good Die Young            | Lewis Gilbert               | Stanley Baker, Richard Basehart, Laurence Harvey                      | Crime                   |                                                    |
| The Green Carnation           | John Lemont                 | Wayne Morris, Mary Germaine                                           | Crime                   |                                                    |
| The Green Scarf               | George More O'Ferrall       | Michael Redgrave, Ann Todd                                            | Mystery                 |                                                    |
| The Happiness of Three Women  | Maurice Elvey               | Petula Clark, Donald Houston                                          | Drama                   |                                                    |
| Happy Ever After              | Mario Zampi                 | David Niven, Yvonne De Carlo                                          | Comedy                  |                                                    |
| The Harassed Hero             | Maurice Elvey               | Guy Middleton, Elwyn Brook-Jones                                      | Comedy                  |                                                    |
| Hell Below Zero               | Mark Robson                 | Alan Ladd, Joan Tetzel                                                | Action                  |                                                    |
| Hobson's Choice               | David Lean                  | Charles Laughton, Brenda De Banzie                                    | Comedy                  | Won the Golden Bear at Berlin                      |
| The House Across the Lake     | Ken Hughes                  | Alex Nicol, Hillary Brooke                                            | Drama                   |                                                    |
| Impulse                       | Cy Endfield                 | Arthur Kennedy, Constance Smith                                       | Crime                   |                                                    |
| An Inspector Calls            | Guy Hamilton                | Alastair Sim, Jane Wenham                                             | Crime                   |                                                    |
| Isn't Life Wonderful!         | Harold French               | Cecil Parker, Eileen Herlie                                           | Comedy                  |                                                    |
| John Wesley                   | Norman Walker               | Leonard Sachs, Gerard Lohan                                           | Biopic                  |                                                    |
| Johnny on the Spot            | Maclean Rogers              | Hugh McDermott, Elspet Gray                                           | Crime                   | [ 3 ]                                              |
| Knave of Hearts               | René Clément                | Gérard Philipe, Valerie Hobson                                        | Comedy/drama            | Co-production with France                          |
| Lease of Life                 | Charles Frend               | Robert Donat, Kay Walsh                                               | Drama                   |                                                    |
| Life with the Lyons           | Val Guest                   | Bebe Daniels, Ben Lyon                                                | Comedy                  |                                                    |
| Lilacs in the Spring          | Herbert Wilcox              | Errol Flynn, Anna Neagle                                              | Romance                 |                                                    |
| The Love Lottery              | Charles Crichton            | David Niven, Peggy Cummins                                            | Comedy                  |                                                    |
| Mad About Men                 | Ralph Thomas                | Glynis Johns, Donald Sinden                                           | Comedy                  |                                                    |
| The Maggie                    | Alexander Mackendrick       | Alex Mackenzie, Paul Douglas                                          | Comedy                  | Ealing Studios                                     |
| Make Me an Offer              | Cyril Frankel               | Peter Finch, Adrienne Corri                                           | Comedy                  |                                                    |
| Malaga                        | Richard Sale                | Maureen O'Hara, Macdonald Carey                                       | Crime/drama             |                                                    |
| Mask of Dust                  | Terence Fisher              | Richard Conte, Mari Aldon                                             | Action                  |                                                    |
| The Master Plan               | Cy Endfield                 | Norman Wooland, Tilda Thamar                                          | Drama                   |                                                    |
| Meet Mr. Callaghan            | Charles Saunders            | Derrick De Marney, Harriette Johns                                    | Crime                   |                                                    |
| Meet Mr. Malcolm              | Daniel Birt                 | Adrianne Allen, Sarah Lawson                                          | Crime                   |                                                    |
| The Men of Sherwood Forest    | Val Guest                   | Don Taylor, Reginald Beckwith                                         | Adventure               |                                                    |
| The Million Pound Note        | Ronald Neame                | Gregory Peck                                                          | Comedy                  |                                                    |
| Murder by Proxy               | Terence Fisher              | Dane Clark, Belinda Lee                                               | Thriller                |                                                    |
| Orders Are Orders             | David Paltenghi             | Peter Sellers, Tony Hancock, Sid James                                | Comedy                  |                                                    |
| Passing Stranger              | John Arnold                 | Lee Patterson, Diane Cilento                                          | Crime                   |                                                    |
| Profile                       | Francis Searle              | John Bentley, Kathleen Byron                                          | Drama                   |                                                    |
| The Purple Plain              | Robert Parrish              | Gregory Peck, Win Min Than, Maurice Denham, Lyndon Brook, Bernard Lee | World War II            |                                                    |
| Radio Cab Murder              | Vernon Sewell               | Jimmy Hanley, Lana Morris                                             | Crime                   |                                                    |
| The Rainbow Jacket            | Basil Dearden               | Bill Owen, Kay Walsh                                                  | Sports/drama            |                                                    |
| River Beat                    | Guy Green                   | John Bentley, Phyllis Kirk                                            | Crime                   |                                                    |
| Romeo and Juliet              | Renato Castellani           | Laurence Harvey, Susan Shentall                                       | Literary drama          |                                                    |
| The Runaway Bus               | Val Guest                   | Frankie Howerd, Petula Clark                                          | Comedy                  |                                                    |
| The Scarlet Spear             | George Breakston            | John Bentley, Martha Hyer                                             | African adventure       |                                                    |
| The Scarlet Web               | Charles Saunders            | Griffith Jones, Hazel Court                                           | Crime                   |                                                    |
| The Sea Shall Not Have Them   | Lewis Gilbert               | Michael Redgrave, Dirk Bogarde                                        | World War II            |                                                    |
| Seagulls Over Sorrento        | John Boulting, Roy Boulting | Gene Kelly, John Justin                                               | Drama                   |                                                    |
| The Seekers                   | Ken Annakin                 | Jack Hawkins, Glynis Johns                                            | Adventure               | Set in New Zealand                                 |
| The Sleeping Tiger            | Joseph Losey                | Alexis Smith, Dirk Bogarde                                            | Crime                   |                                                    |
| Solution by Phone             | Alfred Travers              | Clifford Evans, Thea Gregory                                          | Crime                   |                                                    |
| Star of India                 | Arthur Lubin                | Cornel Wilde, Jean Wallace, Herbert Lom                               | Action                  |                                                    |
| Star of My Night              | Paul Dickson                | Griffith Jones, Kathleen Byron                                        | Drama                   |                                                    |
| A Stranger Came Home          | Terence Fisher              | William Sylvester, Paulette Goddard, Patrick Holt                     | Drama                   |                                                    |
| Stranger from Venus           | Burt Balaban                | Patricia Neal, Helmut Dantine                                         | Sci-fi                  |                                                    |
| The Stranger's Hand           | Mario Soldati               | Trevor Howard, Alida Valli                                            | Thriller                | Co-production with Italy                           |
| Svengali                      | Noel Langley                | Hildegard Knef, Donald Wolfit                                         | Drama                   |                                                    |
| The Teckman Mystery           | Wendy Toye                  | Margaret Leighton, John Justin, Roland Culver                         | Mystery                 |                                                    |
| They Who Dare                 | Lewis Milestone             | Dirk Bogarde, Harold Siddons                                          | World War II            |                                                    |
| Third Party Risk              | Daniel Birt                 | Lloyd Bridges, Simone Silva                                           | Crime                   |                                                    |
| Time Is My Enemy              | Don Chaffey                 | Dennis Price, Renée Asherson                                          | Crime                   |                                                    |
| To Dorothy a Son              | Muriel Box                  | Shelley Winters, John Gregson                                         | Comedy                  |                                                    |
| Trouble in the Glen           | Herbert Wilcox              | Margaret Lockwood, Orson Welles                                       | Comedy                  |                                                    |
| Up to His Neck                | John Paddy Carstairs        | Ronald Shiner, Brian Rix                                              | Comedy                  |                                                    |
| The Weak and the Wicked       | J. Lee Thompson             | Glynis Johns, Diana Dors                                              | Prison drama            |                                                    |
| West of Zanzibar              | Harry Watt                  | Anthony Steel, Sheila Sim                                             | African adventure       |                                                    |
| What Every Woman Wants        | Maurice Elvey               | William Sylvester, Elsie Albiin                                       | Comedy                  |                                                    |
| You Know What Sailors Are     | Ken Annakin                 | Donald Sinden, Akim Tamiroff                                          | Comedy                  |                                                    |
| The Young Lovers              | Anthony Asquith             | Odile Versois, David Knight                                           | Romance                 |                                                    |